# Jessalyn Gilsig
Jessalyn Gilsig (26. svibnja 1971.) je kanadska glumica. Najpoznatija je po ulogama u TV serijama "Školske tajne", "Reži me" i "Glee".